# Mercedes-Benz SLR McLaren
Mercedes-Benz SLR McLaren je anglicko-německý grand tourer vyvinutý a vyrobený společnostmi Mercedes-Benz a McLaren Automotive. Vyráběn byl v Portsmouthu v McLaren Technology Centre ve Wokingu, Surrey, Anglie.
Díky přítomnosti automatické převodovky, motoru vpředu a pohonu zadních kol, a vlastním jízdním charakteristikám, bývá SLR McLaren klasifikován jako GT. Jeho rivalové by byly vozy jako Aston Martin DBS V12 a Ferrari 599 GTB Fiorano.
SLR má být zkratka pro "Sport, Leicht, Rennsport" (sportovní, lehký, závodní). Mercedes-Benz prohlásil, že chce postavit 3500 vozů SLR během sedmi let, s roční produkcí 500 kusů.

## Historie
Mercedes-Benz SLR McLaren byl inspirován vozem Mercedes-Benz 300 SLR z roku 1955, založeném na vozu F1 W196 a pojmenovaném po silničním stroji Mercedes-Benz 300 SL Gullwing. Dne 4. dubna 2008 oznámil Mercedes ukončení prodeje SLR. Poslední kupé sjelo z montážní linky na konci roku 2007, verze roadster následovala na počátku roku 2009.

## Technické zajímavosti

### Brzdy
V SLR funguje na svou dobu celkem revoluční systém elektrických brzd. Ty pro svou funkci nevyužívají klasický hydraulický tlak, ale jsou řízeny elektronicky. Brzdový kotouč je ze směsi karbonu a keramiky a poskytuje lepší brzdící účinek než kotouče ocelové. Podle prohlášení Mercedesu kotouče fungují i při teplotách přesahujících 1200 °C. Přední kotouče o průměru 370 mm jsou vnitřně chlazené a mají 8 brzdových pístků. Zadní mají v průměru 360 mm a používají 4 pístky. Při vlhkých podmínkách destičky samy trochu brzdí, aby udržely kotouče suché a zabezpečily tak maximální brzdný výkon při brzdění.

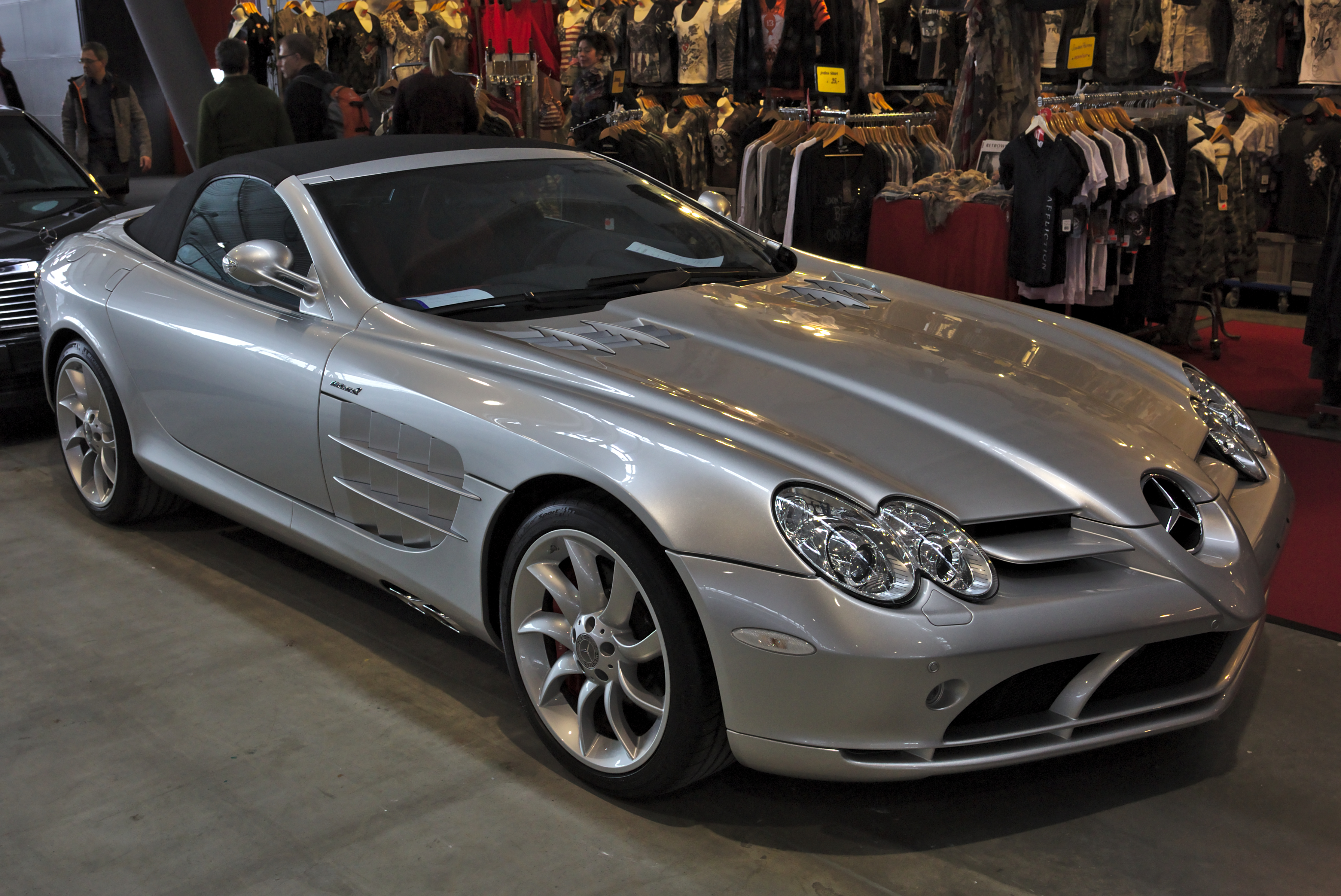
SLR McLaren Roadster

Ke zlepšení brzdného účinku je zadní spoiler přizpůsoben na aerodynamické brzdění. Sám se v případě nutnosti natočí až do úhlu 65 ° a podporuje tak účinek brzd.

### Motor

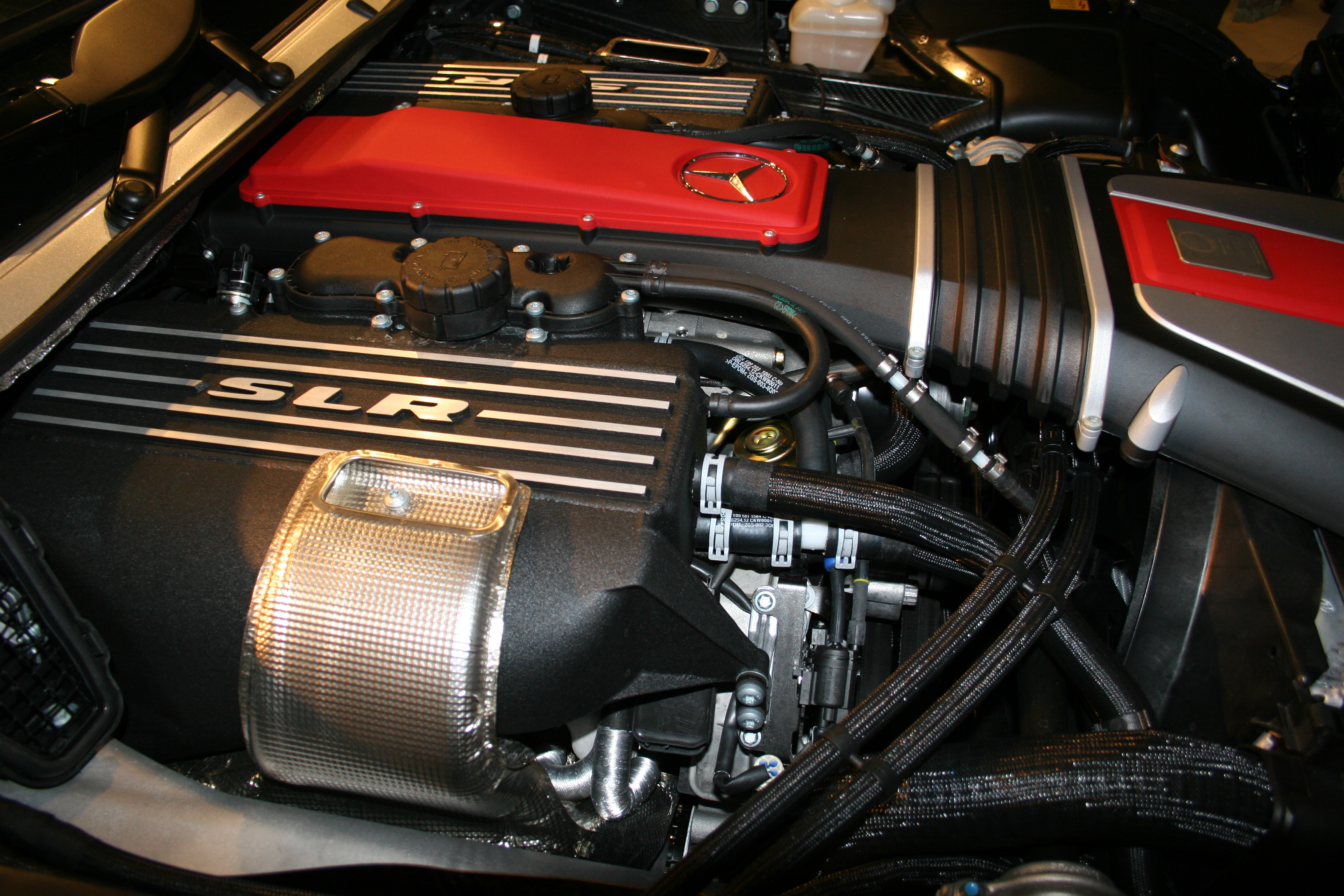
Ručně sestavovaný přeplňovaný 5.4litrový V8 motor.

Celohliníkový motor motor SLR váží 232 kg, je sestavován ručně, má objem 5439 centimetrů krychlových, přeplňovaný pomocí kompresoru, používá rozvod SOHC a má architekturu V8. Válce jsou vůči sobě v úhlu 90° a každý mají tři ventily. Kompresní poměr je 8.8:1, vrtání a zdvih jsou 97 milimetrů respektive 92 milimetrů u druhého údaje. Lysolmův dvouturbínový kompresor rotuje až 23 000 otáček za minutu a produkuje až 0,9 baru. Stlačený vzduch pak prochází přes dva mezichladiče. Motor má výkon až 617 koňských sil při 6500 otáčkách za minutu a maximální točivý moment 780 newtonmetrů od 3250 do 5000 otáček za minutu.

### Převodovka
V SLR byla použita pětistupňová automatická převodovka AMG SPEEDSHIFT. Kvůli spolehlivosti jí dal Mercedes přednost před sedmistupňovou, protože ta používá více součástí a je proto mnohem složitější a tedy i náchylnější k poruše.

### Výkony

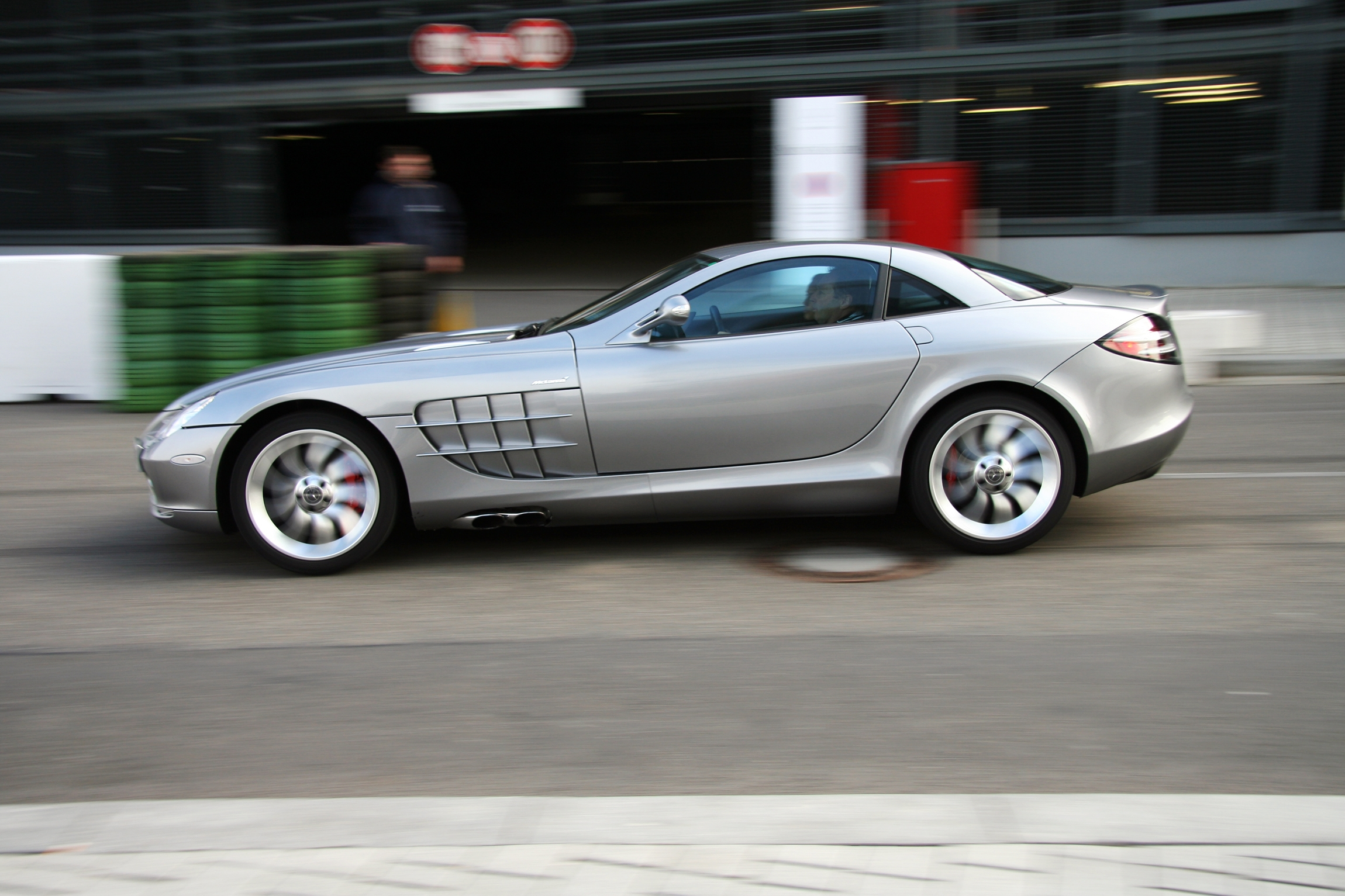
Mercedes SLR C199 2007

Ve snaze udržet váhu auta co nejníže byl použit karbonový kompozit na co nejvíce místech, výsledkem je celková váha 1750 kg. McLaren proto udává zrychlení z 0 na 100 km/h za 3,8 sekund a maximální rychlost 338 km/h. Neoficiální měření některých časopisů ukazují, že při nižších teplotách se dá dosáhnout ještě lepších výsledků. V červnu 2004 bylo SLR testováno na vysokorychlostním okruhu Nardo a dokázalo z 0 na 100 km/h zrychlit za 3,2 sekundy, z 0 na 200 za 9,6 sekundy a z 0 na 300 za 24,8 sekund. Hlavně v Americe sledovanou čtvrtmíli (400 m) zvládlo za 11,0 sekund s cílovou rychlostí 214 km/h a sprint na jeden kilometr za 19,2 sekund s maximální rychlostí 282 km/h. Také překonalo svou udávanou maximální rychlost (334 km/h) dosažením rychlosti 339 km/h.

## Porovnání s konkurencí
Navzdory váze blížící se dvěma tunám má SLR mnohem menší spotřebu než lehčí Lamborghini Murciélago a dokonce než lehčí, levnější a slabší Lamborghini Gallardo.

## Varianty
- Edice 722
  - Roadster
    - Roadster 722 S (2009)
    - 722 GT (2007-)
    - Stirling Moss (2009)
    - McLaren Edition (2011)